# ميخيل سميت
ميخيل سميت (بالهولندية: Michiel Smit)‏ هو سياسي هولندي، ولد في 21 أغسطس 1976 في هولندا. حزبياً، نشط في New Right (Netherlands) ‏.